# کنوت یوهانسن
کنوت یوهانسن (انگلیسی: Knut Johannesen؛ زادهٔ ۶ نوامبر ۱۹۳۳) اسکیت‌باز سرعت اهل نروژ بود.